# Juninho (calciatore 1977)
Carlos Alberto Carvalho dos Anjos Júnior, meglio noto come Juninho (Salvador, 15 settembre 1977), è un ex calciatore brasiliano, di ruolo attaccante.

## Palmarès

### Club

#### Competizioni statali
- Campionato Baiano: 1

Bahia: 1998
- Torneo Rio-San Paolo: 1

Palmeiras: 2000

#### Competizioni nazionali
- Copa dos Campeões: 1

Palmeiras: 2000
- J. League 2: 1

Kawasaki Frontale: 2004

#### Competizioni internazionali
- Coppa Suruga Bank: 2

Kashima Antlers: 2012, 2013

### Individuale
- Miglior marcatore della J League 1: 1

2007
- Miglior marcatore della J League 2: 1

2004